# 停滯性通貨膨脹
停滯性通貨膨脹（英語：stagflation），簡稱，在經濟學，尤其總體經濟學中，特指经济停滞（stagnation），但失业及通货膨胀（inflation，此處指物價持續上漲）同时持續增加的经济现象。滯脹（stagflation）作為混成詞起源於英国政治人物麥克勞德1965年在國會的演說中。
這個概念值得注意的原因，部分基於在戰後的宏观经济学理論上，人們認為通货膨脹與经济衰退不能並存，亦因為人們廣泛認為滞漲與財政赤字一樣，一旦開始就難於根治。
在政治場上滯脹以通货膨脹痛苦指數（Misery index）來量度（簡單以失業率及通膨率相加），用以影響美国1976年及1980年的總統选举。

## 成因
经济学家提供造成停滯性通膨的兩個主因：
1. 經濟產能被負面的供给震盪而減少。例如石油危機造成石油價格上漲，生產成本上升及利潤減少，引致商品價格上升同時經濟放緩。
2. 另一為不當的经济政策。例如中央银行容許貨幣供應過度增長，政府在商品市場和劳动力市场作出過度管制。

在分析1970年代的滯脹時提供了兩種解說：首先是油價暴漲，繼而中央銀行使用過度刺激的货币政策對抗經濟衰退，形成价格/工资螺旋。

## 戰後凱恩斯學派及貨幣學派觀點

### 早期凱恩斯主義及貨幣主義
1960年代前很多凯恩斯主义者忽視滯脹的可能性，因為歷史經驗所得高失業率伴隨的是低通漲率，反之亦然（其關係稱為菲利普斯曲線）。其想法是對商品的高需求引致價格上升，同時鼓勵企業增聘勞工；同樣地就業上升引致需求增加。但在1970年代及1980年代，當滯脹出現時，明顯地通漲與就業水平的關係並不平穩，也就是說菲利普斯關係可以位移。宏觀經濟學者對凱恩斯主義抱懷疑態度，凱恩斯主義者再三考慮其想法去找尋滯脹的解釋。
菲利普斯關係偏移(Phillips Curve)的解釋由貨幣學派的米爾頓·佛利民、及埃德蒙·费尔普斯提出。他們認為當工人和企業開始預期通漲上升時，菲利普斯曲線向上移（在任何失業情況通漲都上升）。特別在通漲持續多年，工人和企業在薪酬談判中考慮通漲，令工人薪酬和企業成本加速上升，引致通漲加劇。這個想法在早期凯恩斯學說受嚴重批評，但逐漸為大部分凱恩斯主義者接受，並引入到新兴凯恩斯学派的經濟模型。

### 新凱恩斯學派
當代凱恩斯主義者認為滯脹可以用區分影響總需求的因素與影響總供應的因素來理解。雖然货币政策及财政政策對於總需求的波動可以起穩定作用，然而對於總供應的波動成效不大。特別當有總供給震盪，例如油價上升，可引致滯脹。
新凱恩斯學說區分兩種不同的通漲：需求拉動型（總需求曲線位移所致）及成本推動型（總供應曲線位移所致）。在這個觀點中，滯脹是由成本推動型通漲引致。成本推動型通漲在某種壓力或情況以致成本上升發生；而因素可以是政府政策（例如加稅）或單純的外在因素如天然資源短缺或戰爭行為。

## 滯脹对经济的影响
滯脹的物价持续上涨现象会造成严重的通货膨胀，经济产量下降会导致企业提供的劳务和物品减少，从而导致失业率上升，企业甚至会面临破产倒闭，整个经济呈现衰退的趋势。高通胀率影响财富分配并扭曲价格，高失业率使國民收入下降。

## 滯脹对菲利普斯曲线的影响
1. 在短期中，滯脹使经济产量下降，物价上升，引起较高的失业和较高的通货膨胀，通货膨胀和失业之间的短期权衡取舍向右移动，即菲利普斯曲线向右移动。
2. 因为长期中通货膨胀和失业之间不存在权衡取舍，无论通货膨胀率如何，失业率都趋向于其自然率，因此，滯脹不会导致菲利普斯曲线移动。

## 解决方法
对付停滯性通膨，政府很难依靠单一的货币政策来消除滞漲，因为采用紧缩货币政策，一提高利率，企业與投資人難以借錢，经营成本加大，经济就有可能更加萧条，甚至引发倒退等嚴重通貨緊縮，可是相反的，若采用宽松的货币政策（即印钱但同時沒有抵押），降低利率，刺激了经济增长，但過量的鈔票又会引发恶性通货膨胀，導致貧富差距趨於極端。全球化之後，開發中國家生產了大量的物資控制了物價，大量的過剩資金則湧向新興市場，但也讓發達國家自身的工業變得空心化。
因此，政府自身也应該借錢，扩大公共財政支出，同时减税，加上适度提高利率来壓抑通漲，隨著時間過去则可逐步消除滯脹。但此方法可能增加國債負擔，預支了下一代的花費。數十年後可能造成世代差距。